# Torrent (Comunità Valenciana)
Torrent (spagnolo castiglano, Torrente in valenciano) è una città della Comunità Valenciana, comunità autonoma della Spagna.
Appartiene alla provincia di Valencia, situata nell'area metropolitana del capoluogo nella regione della Huerta Oeste. Con 80 107 abitanti (2015), si tratta del secondo comune più popolato della provincia di Valencia, superando di poco il comune di Gandìa, ed è il settimo più popolato della comunità autonoma Valenciana.

## Geografia fisica
Capitale della regione valenciana della Huerta Oeste, si trova a 9 km dalla città di Valencia ai piedi della collina del Vedat de Torrente, a 15 km dal mare. Insieme ad altri comuni della regione, Torrent fa parte della cosiddetta Mancomunidad Intermunicipal de la Huerta Sur, che ha la sua sede nel comune stesso.

### Località limitrofe
Il comune confina a nord con Aldaya, Alaquàs e Chirivella, a est con Picanya e Catarroja, al sud con Alcàsser, Picassent, e a ovest con Monserrat, Goldelleta, Turis e Chiva. Tutte queste sono città appartenenti alla comunità valenciana.

### Morfologia
Non ci sono montagne importanti in tutta la regione e le uniche montagne del comune sono di bassa altura: il Vedato de Torrente (142 m.s.l.m.), Morredondo (157 m s.l.m.), Barret (142 m s.l.m.), Cabezo de la Arana (228 m s.l.m.) e la Sierra Perenchiza (329 m s.l.m.). Un quinto del confine municipale è zona di montagna. Il confine municipale è attraversato dal Barranco de Torrente, che sfocia nel lago dell'Albufera.

### Vegetazione
Nelle montagne incontriamo soprattutto Pinus halepensis, Quercus coccifera, Pistacia lentiscus, gran quantità di graminacee, arbusti e cespugli di tipo esclerofilo, essendo il tipico arbusto mediterraneo. Le terre sono state usate principalmente per l'agricoltura e ci sono vegetazioni naturali solo in prossimità della rete urbana.

### Fauna
A Torrente troviamo una grande diversità di fauna concentrata soprattutto nelle zone non abitate del territorio, come alcuni regioni della Sierra Perenchiza. È possibile incontrare animali di piccola taglia come rettili (eslizon iberico, lucertole e piccoli serpenti); è presente una gran diversità di uccelli, come una gran varietà di passeri, e altri uccelli come garzette e falchetti. Incontriamo differenti mammiferi come conigli, lepri, volpi, ricci, ratti, cinghiali, talpe e soprattutto pipistrelli e ginete, introdotte anni addietro.

### Clima
Il clima è di tipo mediterraneo per cui gli inverni sono temperati e le estati molto calde. La temperatura media è di 18 °C, d'inverno oscilla tra i 10 e 12 °C (può arrivare a 0 °C nei giorni più freddi), e in estate è di circa 27 °C con picchi fino a 40 °C
Le precipitazioni annuali sono di 455 mm per metro quadrato, arrivando a 700 mm l'anno in cui l'alluvione colpì la regione. Le nevicate sono poco frequenti, un paio di volte ogni dieci anni, ad eccezione delle zone più elevate al confine.

## Storia

### I primi abitanti
La fondazione ufficiale viene considerata nell'anno della Reconquista, quindi anche la Torre del Castillo de Torrente e la sua fortificazione, così come i diversi resti archeologici ritrovati (monete, utensili, armi, etc), indicano che questo territorio fu abitato dagli arabi nell'Età del Bronzo.
Ci sono resti di popolazioni iberiche come la Llometa del Clott de Bailon. È durante il periodo Romano che i confini si popolarono densamente con numerose ville rustiche e case di campagna, come adesso le Mas del Jutge, l'Alter, Sant Gregori, o le Penas. Dopo la romanizzazione cominciò un periodo di dominio musulmano a partire dall'VIII secolo d.C., che lasciò la sua impronta nella geografia urbana, con vie strette e tortuose, piazze e vie senza uscita, e nella zona rurale, come quella di Benisayet o il Rafol, così come i resti nelle zone spopolate della Carresquera e il Molinell.

### Fondazione di Torrente

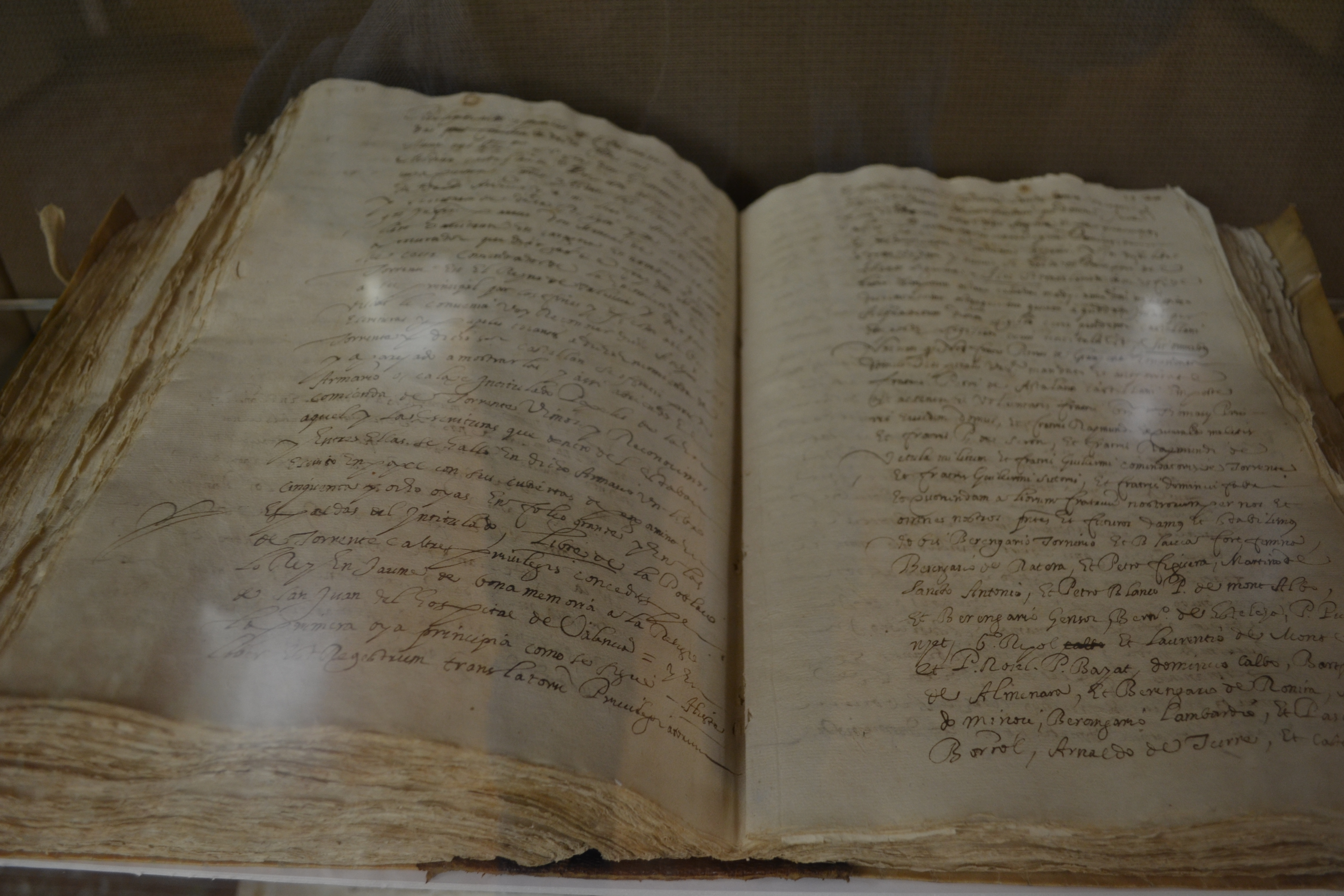
Lettera di insediamento di Torrent e Picanya (1248).

Torrente fu fondata nel 1248 d.C., dieci anni dopo la conquista di Valencia da parte di Giacomo I d' Aragon, detto "il Conquistatore". Il re offrì queste terre a frate don Hugo de Folcalquier, tenente dell'Ordine di San Giovanni di Gerusalemme (o Ordine dell'Ospedale), per provare ad ottenere il suo aiuto nella guerra per la conquista di Valencia.
Terminata la conquista, nel 1232 Giacomo I firmò un documento attraverso il quale regalava questo e altri paesi all'Ordine di San Giovanni di Gerusalemme, in modo che ne potessero usufruire a loro piacimento. Questi popoli erano: Cullera, Montroy e Macastre. Il 5 maggio 1238 si fece effettiva la presa di possesso del paese da parte dell'Ordine.
Dopo che Giacomo I diede all'Ordine pieni poteri sopra la zona, dal principio sorsero dispute con il Vescovo di Valencia che reclamava il diritto ad avere la Decima su Torrente. Nel 1243 il Vescovo di Lerida dichiarò che l'Ordine di San Giovanni di Gerusalemme e il Vescovo di Valencia si dividessero il decimo della città cessando così il conflitto.